# Jean Béguin
Jean Beguin (n. 1550 – d. 1620) a fost un iatrochimist, cel mai bine cunoscut pentru lucrarea sa științifică (un fel de manual) din 1610, Tyrocinium Chymicum (Introducere în chimie sau Elementele chimiei), care este considerată a fi una dntre cele mai bune cărți de introducere în chimie scrise în epoca de pionerat modern a acestei științe.

## Biografie
Jean Béguin s-a născut în jurul anului 1550 în Lorena. Se pare că a primit o bună educație clasică.
A venit să se stabilească la Paris ca apotecar (precursor al farmaciștilor de azi). A obținut de la Henri IV titlul de capelan al regelui, semn de protecție regală. Astfel, Béguin a devenit farmacistul și medicul lui Henri IV, dar și apotecarul lui Ludovic al XIII-lea al Franței. A călătorit în Germania și Ungaria, unde a vizitat minele de aur din Banská Štiavnica (sau Schemnitz).

## Elementele de chimie, ediția din 1615

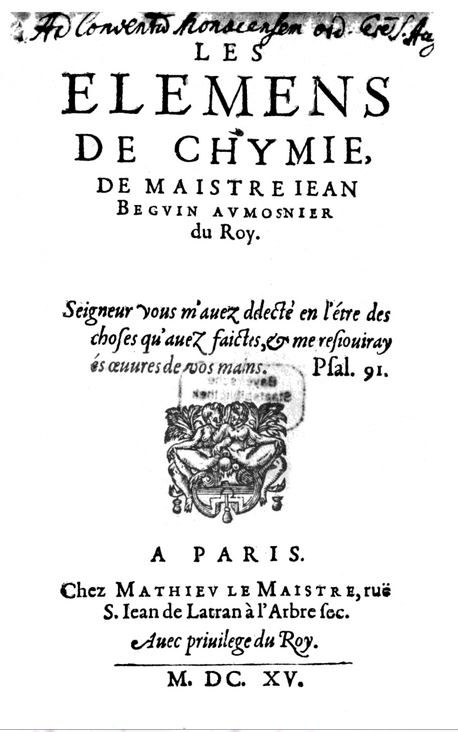
Elementele chimiei, 1615

Această lucrare poate fi considerată ca primul tratat de chimie scris într-un limbaj clar și ușor de înțeles de către profan. El rupe astfel definitiv de practicile ermetice ale alchimiștilor.
La începutul secolului al XVII-lea, chimia nu-și rupsese încă complet lanțurile cu alchimia. Béguin indică, de asemenea, că termenii „alchimie” sau „spagyrie” sunt, de asemenea, adecvați pentru munca sa. Chimistul francez precizează că chimia este o știință experimentală, clar separată de cercetarea alchimică a „marii lucrări”.
Lucrarea prezintă tehnicile (al)chimice ale paracelsienilor păstrând în același timp o distanță față de filosofia naturală a „inspirației creștine” a lui Paracelsus. Pretinzând că este contrar lui Aristotel și Galien, el încearcă o conciliere între medicii umaniști galeniști și doctorii paracelsieni. Acolo unde Paracelsus, cu loviturile sale strălucitoare eșuase, putem considera că Jean Béguin a reușit să obțină acceptarea unor inovații interesante de la Paracelsus.
Găsim în această lucrare una dintre primele utilizări în limba franceză a termenului „alcool” pentru a desemna produsul unei etape de distilare a vinului:
„Când pulberea sau varul devin impalpabile, ca făina foarte subtilă, ei [produsele chimice] o numesc alcool, cuvânt pe care îl folosesc și pentru a exprima spiritul foarte subtil al vinului și de multe ori rectificat, pe care îl numesc „ Alcool de vin'.”
Acest nou sens a fost introdus pentru prima dată în germană de către Paracelsus sub forma de „alkohol vini.”
În această carte, el descrie sinteza acetonei, pe care o numește spiritul de foc al lui Saturn și pe care o pregătește prin piroliza acetatului de plumb (sau sare a lui Saturn).

## Precursor al reacțiilor chimice
În ediția din 1615 al aceluiași manual, Beguin a construit prima reacție chimică, vreodată menționată, sub forma unei diagrame simple, dar corecte, indicând rezultatul reacțiilor cu doi sau mai mulți reactanți. 
Rescrierea modernă a uneia din acele faimoase diagrame, explicând reacția unui sublimat coroziv, a diclorurii de mercur (HgCl2) cu sulfura de stibiu – cunoscut și ca antimoniu (Sb2S3), este prezentată mai jos,

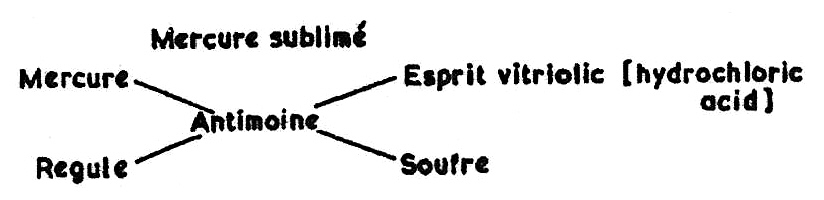
Diagrama reacției din 1615 a lui Beguin, este prima reacție chimică vreodată folosită.